# Эскомбр-э-ле-Шенуа
Эско́мбр-э-ле-Шенуа́ (фр. Escombres-et-le-Chesnois) — коммуна во Франции, находится в регионе Шампань — Арденны. Департамент коммуны — Арденны. Входит в состав кантона Восточный Седан. Округ коммуны — Седан.
Код INSEE коммуны — 08153.
Коммуна расположена приблизительно в 230 км к северо-востоку от Парижа, в 100 км северо-восточнее Шалон-ан-Шампани, в 31 км к востоку от Шарлевиль-Мезьера.

## Население
Население коммуны на 2008 год составляло 337 человек.
| 1962 | 1968 | 1975 | 1982 | 1990 | 1999 | 2008 |
| ---- | ---- | ---- | ---- | ---- | ---- | ---- |
| 303  | 303  | 277  | 240  | 278  | 282  | 337  |

## Экономика

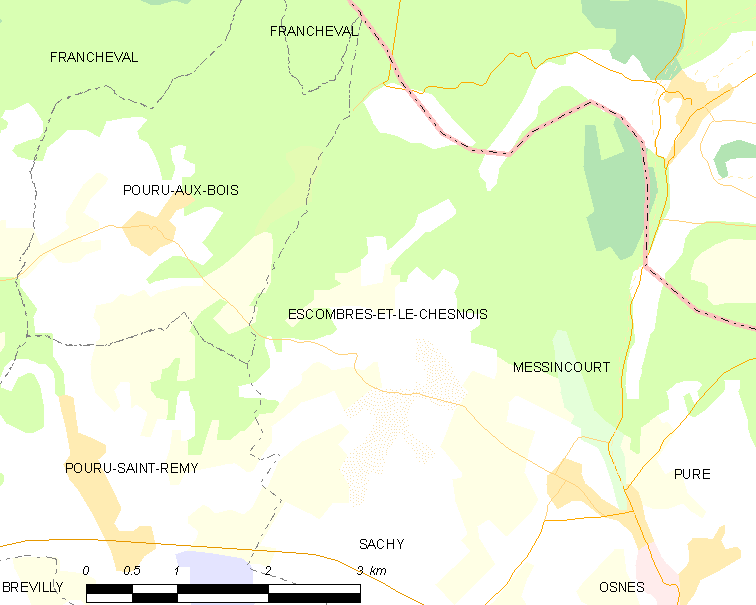
Карта коммуны

В 2007 году среди 203 человек в трудоспособном возрасте (15—64 лет) 147 были экономически активными, 56 — неактивными (показатель активности — 72,4 %, в 1999 году было 57,9 %). Из 147 активных работали 127 человек (76 мужчин и 51 женщина), безработных было 20 (8 мужчин и 12 женщин). Среди 56 неактивных 17 человек были учениками или студентами, 7 — пенсионерами, 32 были неактивными по другим причинам.